# Чижов, Василий Иванович
Василий Иванович Чижов (5 января 1902, Кострома — 12 июня 1982, Черновцы) — советский военачальник, гвардии генерал-майор (1945). Участник Гражданской и Великой Отечественной войн. Командующий 80-й гвардейской стрелковой дивизией.

## Биография
Родился по одним данным в 1901, по другим данным в 1902 году в Костроме. В рядах Красной Армии с 1920 года. В Гражданскую войну 21 января 1920 года поступил на Костромские инструкторские пехотные курсы комсостава. В августе — сентябре 1921 года участвовал в боях с частями генерала М. А. Фостикова на Кубани и Северном Кавказе, в ликвидации врангелевского десанта под Екатеринодаром. В декабре 1920 года участвовал в подавлении восстание имама Н. Гоцинского в Хасав-Юртовском районе Дагестана. В 1921 прошел обучение на пехотно-пулеметных курсах в Баку.
После окончания войны продолжил образование на Армавирских пехотно-пулеметных курсах, после окончания которых был распределен в Ярославль в 18-ю стрелковую дивизию. С 1922 по 1923 прошел курсы среднего комсостава в Москве, в 1927 году окончил Московскую пехотную школу им. М. Ю. Ашенбреннера. В 1927 году назначен в 133-й Бессарабский стрелковый полк 45-й стрелковой дивизии УВО в Киев.
С 1934 года занимался преподавательской деятельностью в Киевской пехотной школе им. рабочих Красного Замоскворечья, параллельно учился в Киевском отделении вечернего факультета Военной академии РККА им. М. В. Фрунзе, который окончил в 1938 году.
В начале 1941 года был направлен командиром 499-го отдельного резервного стрелкового полка, в марте вступил в командование 830-м стрелковым полком 238-й стрелковой дивизии в Семипалатинске. На момент начала Великой Отечественной войны занимал туже должность. В августе 1941 года дивизия была включена в состав 53-й отдельной армию перед которой была поставлена задача охраны государственной границы СССР с Афганистаном.
26 сентября 1941 года 238-я стрелковая дивизии была направлена на Западный фронт в Тулу. Вошла в резерв Ставки ВГК, а с середины октября была подчинена 49-й армии Западного фронта. Участвовала в битве под Москвой, в Можайско-Малоярославецкой и Тульской оборонительных, Тульской и Ржевско-Вяземской наступательных операциях.
В августе 1942 года 49-я армия была преобразована в 24-ю и вошла в подчинение Сталинградского фронта. В качестве командира полка принимал участие в Сталинградской битве. В 1943 году армия была преобразована в 4-ю гвардейскую. В мае 1944 года был назначен командующим 80-й гвардейской стрелковой дивизии, летом 1944 года дивизия приняла участие в Ясско-Кишиневской наступательной операции, в освобождении города Каралаш и ликвидации ясско-кишиневской группировки противника.
В ноябре 1944 года дивизия в составе 20-го стрелкового корпуса 4-й гвардейской армии 3-го Украинского фронта была передислоцирована на территорию Венгрии и участвовала в Будапештской наступательной операции, позже дивизия действовала в Венской наступательной операции, участвовала в овладении городами Вена и Флоридсдорф.
После завершения войны обучался в Высшей военной академии им. К. Е. Ворошилова, в 1947 году был назначен начальником Винницкого пехотного училища в городе Черновцы. Ушел на пенсию в 1951 году. Умер в 1982 году.

## Награды
- Орден Ленина;
- 3 ордена Красного Знамени;
- Ордена Кутузова 2-й степени;
- Орден Красной Звезды;
- Медаль «За оборону Москвы»;
- Медаль «За оборону Сталинграда»;
- Медаль «За победу над Германией в Великой Отечественной войне 1941—1945 гг.»;
- Медаль «За взятие Будапешта»;
- Медаль «За взятие Вены».